# Стів Гукер
Стів Гукер  (англ. Steve Hooker, 16 липня 1982) — австралійський легкоатлет, олімпійський чемпіон.

## Виступи на Олімпіадах
| Олімпіада  | Дисципліна         | Місце              |
| ---------- | ------------------ | ------------------ |
| Афіни 2004 | стрибки з жердиною | 28T (кваліфікація) |
| Пекін 2008 | стрибки з жердиною | 1                  |